# بارجالی
بارجالی (به لاتین: Barajally) یک منطقهٔ مسکونی در گامبیا است که در Central River Division واقع شده‌است. بارجالی ۸۷۸ نفر جمعیت دارد.